# Andreas Rumpf
Andreas Rumpf (Potsdam, 3 de diciembre de 1890 -  Colonia, 22 de junio de 1966 en) fue un arqueólogo clásico alemán.

## Familia

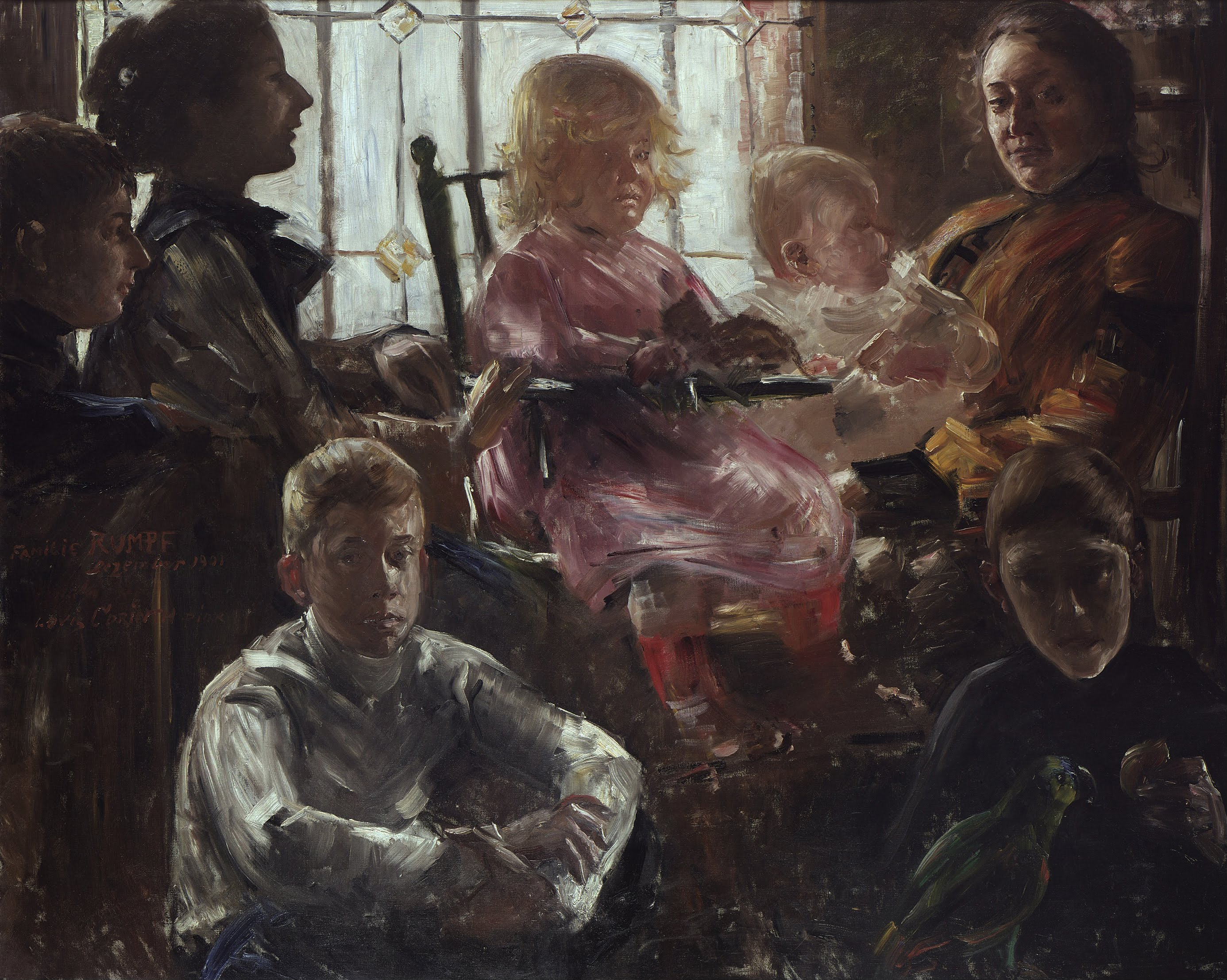
Frau Rumpf und ihre sechs Kinder im Esszimmer der Villa Rumpf (La Sra. Rumpf y sus seis hijos en el comedor de la Villa Rumpf)Potsdam 1901, Lovis Corinth; Galería Nacional de Berlín.

Fue uno de los seis hijos del pintor Fritz Rumpf (1856-1927) (el mayor) y su esposa Margarete Rumpf, de soltera Gatterer, que eran amigos de numerosos artistas, entre ellos el pintor Lovis Corinth. Su padre construyó la Villa Rumpf en Potsdam en 1895.
Los seis hermanos, como la hija mayor Gertraut, el hijo mayor Fritz Rumpf (el más joven) (1888-1949) y el segundo hijo mayor Karl-Heinrich (1889-1914), teniente de artillería, cayeron en Lotz en 1914. El hijo menor Andreas se introdujo en el arte a una edad temprana.

## Vida
Andreas Rumpf estudió arqueología clásica en Leipzig bajo la dirección de Franz Studniczka y se doctoró allí en 1915 con una tesis Die Wandmalereien in Veji. Logró su habilitación en el mismo lugar en 1923 con una tesis sobre los vasos calcideos, un grupo especial de cerámica de figuras negras. En 1928 se hizo cargo de la recién creada cátedra de Arqueología Clásica de la Universidad de Colonia, que ocupó hasta su jubilación en 1960. En 1940 fue aceptado como miembro correspondiente de la Academia Prusiana de las Ciencias.
Su patrimonio se encuentra en el Archivo de la Universidad de Colonia.

## Obras selectas
- Chalkidische Vasen. de Gruyter, Berlin 1927.
- Malerei und Zeichnung der klassischen Antike (= Handbuch der Altertumswissenschaft. Abt. 6: Handbuch der Archäologie. Bd. 4). Beck, München 1953.
- Archäologie. Band 1: Einleitung. Historischer Überblick (= Sammlung Göschen. 538). de Gruyter, Berlin 1953.
- Archäologie. Band 2: Die Archäologensprache. Die antiken Reproduktionen (= Sammlung Göschen. 539). de Gruyter, Berlin 1956.
- Stilphasen der spätantiken Kunst. Ein Versuch (= Arbeitsgemeinschaft für Forschung des Landes Nordrhein-Westfalen. Geisteswissenschaften. 44, ISSN 0570-5649). Westdeuter Verlag, Köln u. a. 1957.